# 李相二
李相二（韓語：이상이，1991年11月27日—），韓國男演員、音樂劇演員，名字常被譯作李尚義或李尚伊。2016年主演音樂劇《Thrill Me》，以精湛的演技和唱功在音樂劇圈獲得熱烈反響，並於2017年因演活《機智牢房生活》中反派角色「吳兵長」，而打開知名度。2020年在KBS2週末劇《結過一次了》，飾演尹載錫一角，與合作演員李礎熙以「親家情侶」、「忙內情侶」、「多載情侶」的絕佳默契及生動演技獲得高人氣 ，並在KBS 2020年演技大賞中，一舉獲得新人獎與最佳情侶獎。2021年參與了《玩什麼好呢》企劃限定男子抒情美聲團體《MSG Wannabe》的成員選拔，以好歌喉成功晉級成為正式成員，令李相二的人氣進一步上漲。

## 演藝簡歷
- 高中時期曾參與Rain <Rainsim>舞蹈競賽獲得第一名。[2]
- 2014年以音樂劇《火爆浪子 Grease》中首次亮相。
- 2015年第一次以主演身分演出音樂劇《赤裸 Bare The Musical》。
- 2016年開始憑藉其細膩的演技和出色的唱功先後在音樂劇《Thrill me》、《身在高地 In the heights》[3]擔當主演。
- 2017年首次接演話劇《Mad Kiss》[4]。
- 2017年首次出演電視劇：事前製作晨間劇《Andante》，以及連續劇《人孔：夢遊仙境的奉弼》[5][6]。

## 影視作品

### 電影
- 2014年：《宅男慢半拍（朝鲜语：슬로우 비디오）》
- 2018年：《人狼》飾演 公安部狀況室監控特工
- 2020年：《大畫特務》飾演 國情院要員
- 2023年：《單身首爾》饰演 秉洙
- 2024年：《大都市的爱情法》饰演 民俊

### 電視劇
- 2017年：KBS《Manhole：夢遊仙境的奉弼》飾演 吳達洙
- 2017年：KBS《Andante》飾演 文盛駿
- 2017年：SBS《疑問的一勝》飾演 李景傑
- 2017年：tvN《機智牢房生活》飾演 吳兵長
- 2018年：KBS《Suits》飾演 朴哲順
- 2018年：KBS《to. Jenny》飾演 嚴大成
- 2018年：OCN《Voice 2》網路主播高大衛遇襲案 飾演 王鼻子
- 2018年：JTBC《第3種魅力》 飾演 玄尚賢
- 2018年：OCN《神的測驗：重啟》飾演 朴在勝
- 2019年：MBC《特別勞動監督官趙掌風》飾演 梁泰秀
- 2019年：KBS《山茶花開時》飾演 梁承燁
- 2020年：KBS《結過一次了》飾演 尹載錫
- 2021年：KBS《五月的青春》飾演 李秀澯
- 2021年：tvN《海岸村恰恰恰》飾演 池成炫
- 2021年：tvN《柔美的細胞小將》飾演 池宇基
- 2022年：tvN《朝鮮精神科醫師劉世豐》飾演 老婆婆的兒子 （特別出演）
- 2023年：tvN《浪漫速成班》飾演 人氣王主播  （特別出演）
- 2023年：Netflix《獵犬》飾演 洪偶真
- 2023年：Disney+ 《漢江刑警》飾演 高基石
- 2023年：SBS《與惡魔有約》飾演 周碩訓
- 2024年：tvN《因为不想吃亏》饰演 福奎贤
- 2024年：TVING《社长的菜单》饰演 姜河俊
- 2025年：JTBC《健將聯盟》饰演 金宗泫
- 2026年：Netflix《獵犬2》飾演 洪偶真

### 音樂劇
- 2014年：《火爆浪子 Grease》
- 2015年：《赤裸 Bare The Musical》飾演 Peter
- 2015年：《無限動力》飾演 張善載
- 2016年：《我、娜塔莎和白驢》飾演 白石 (試演)
- 2016年：《Experimental Boy》飾演 凱文 (讀本)
- 2016年：《Thrill Me》飾演 我 (Nathan)
- 2016年-2017年：《身在高地 In the heights》飾演 Benny
- 2016年-2017年：《我、娜塔莎和白驢》飾演 白石
- 2018年：《Red Book》飾演 布朗
- 2018年：《il tenore》(讀本)
- 2020年-2021年：《愛與謀殺的紳士指南（젠틀맨스 가이드:사랑과 살인편）》飾演 蒙堤 (二演)
- 2021年-2022年：《愛與謀殺的紳士指南（젠틀맨스 가이드:사랑과 살인편）》飾演 蒙堤 (三演)

### 話劇
- 2017年：《Mad Kiss》飾演 張政
- 2017年：《泰姬瑪哈陵的衛兵》飾演 Babur
- 2019年-2020年：《The Legend of Georgia McBride》飾演 Casey
- 2023年：《莎翁情史》飾演 威廉·莎士比亞
- 2025年：《莎翁情史》飾演 威廉·莎士比亞

### MV
- 2016年：李承桓（朝鲜语：이승환 (가수)） - 10億光年的信號[7]

## 綜藝節目
- 2021年：MBC《玩什麼好呢》EP86至EP101（企劃限定特輯—男子抒情美聲團體MSG Wannabe）
- 2022年：SBS《如果只去一次：澳洲》EP1至EP8

## 演唱會/音樂會
- 2016年：《傳奇演唱會》 (2016.01.07~2016.01.10)
- 2016年：《碳酸少年團》with 高恩聖、金聖喆 (2016.03.14)
- 2017年：MONNI <Grown up> Musical & Drama演唱會 (2017.02.16~02.19、2017.02.23~02.26)
- 2017年：2017 Seoul Starlight Musical Festival 首爾星光音樂劇節 (2017.09.02~2017.09.03)
- 2018年：《Today's Show - 搬家日》with 高尚鎬、申周協 (2018.04.29)
- 2022年：《Hyundai Card “Da Vinci Motel” 文化音樂節》with 李東輝、Wonstein（2022.10.15）

## 音乐作品

### 专辑
| 日期       | 專輯名稱                | 歌曲                      | 合作歌手                                                                            |
| ---------- | ----------------------- | ------------------------- | ----------------------------------------------------------------------------------- |
| 2021.05.22 | MSG Wannabe TOP8 參演曲 | 超乎想像 상상더하기       | MSG Wannabe TOP8(池錫辰、金正民、KCM、 Simon D、 李東輝、李相二 、朴宰正、Wonstein) |
| 2021.05.22 | MSG Wannabe TOP8 參演曲 | 斷念 체념                 | MSG Wannabe頂峰同屆(金正民、Simon D、李東輝、李相二)                                |
| 2021.06.26 | MSG Wannabe1輯          | 認識我的人 나를 아는 사람 | MSG Wannabe頂峰同屆(金正民、Simon D、李東輝、李相二)                                |
| 2021.07.10 | 我愛你                  | 我愛你 난 너를 사랑해     | MSG Wannabe                                                                         |

### OST
- 2020年：KBS2《結過一次了》OST PART 5 〈Why am I coming to you (내가 왜 이렇게)〉
- 2021年：TVN《海岸村恰恰恰》OST PART 8〈I Hope You’re Happy（행복했으면 좋겠어)〉
- 2024年：TVING《社長的菜單》OST PART 1〈A World For Us（둘만의 세상) 〉

## 獎項
| 年份 | 頒獎典禮               | 獎項                            | 作品                     | 結果 |
| ---- | ---------------------- | ------------------------------- | ------------------------ | ---- |
| 2017 | 韓國音樂劇大獎         | 男子新人獎                      | 我、娜塔莎和白驢         | 提名 |
| 2020 | KBS演技大獎            | 男子新人獎                      | 結過一次了               | 獲獎 |
| 2020 | KBS演技大獎            | 最佳情侶獎（與李礎熙）          | 結過一次了               | 獲獎 |
| 2020 | KBS演技大獎            | 男子人氣獎                      | 結過一次了               | 提名 |
| 2021 | 第七屆APAN Star Awards | 連續劇 男子優秀演技賞           | 結過一次了               | 獲獎 |
| 2021 | Asia Model Awards      | 人氣明星獎                      | 海岸村恰恰恰、五月的青春 | 獲獎 |
| 2021 | KBS演技大獎            | 男子配角獎                      | 五月的青春               | 提名 |
| 2021 | MBC演藝大獎            | 最佳團隊獎（以MSG Wannabe名義） | 玩什麼好呢               | 獲獎 |

## 外部連結
- 李相二的Instagram帳戶
- 李相二在NAVER上的资料
- 李相二在Daum上的资料
- 李相二在韩国电影数据库（KMDb）上的資料（韓語）
- 李相二在互联网电影资料库（IMDb）上的資料（英文）
- 李相二在HanCinema的頁面（英文）
- 李相二在豆瓣上的资料（简体中文）